# Wachtervlinder
De wachtervlinder (Eupsilia transversa) is een krachtige, bruine en in verhouding langvleugelige uil. De vlinder heeft in het midden van de voorvleugel een duidelijk zichtbare niervlek met aan beide zijden nog een klein vlekje. De niervlek kan wit, geel, rood of bruingekleurd zijn en de nevenvlekjes hebben bijna altijd dezelfde kleur.

## Voorkomen
Ze komen in heel Nederland voor bij voorkeur in cultuurland waar loof- en vruchtbomen zijn. Ze zijn waar te nemen van maart tot en met mei en van september tot en met november. Om te overwinteren zoeken ze vaak een schuilplaats in gebouwen.

## Levenswijze
Wachtervlinders rusten overdag. 's Avonds vliegen ze uit, maar ze komen wel op het licht af. De rupsen leven op esdoorn, wilg, eik, linde en op diverse vruchtbomen. Ze eten ook andere, kleinere rupsen op.